# 庶孽党
庶孽党（しょげつとう、ソオルダン）とは李氏朝鮮において16世紀末から17世紀初頭に活動した両班の庶子により組織された団体。庶子の差別撤廃を訴えたが容れられず、後には富商を襲うなど暴徒化した。

## 概要
李氏朝鮮では太宗の時代から庶孽禁錮法によって、両班の子供であっても庶子は文科挙の受験が出来ないなど差別があった。世俗レベルでも庶子は父を「アボジ（お父さん）」ではなく「ナーリ（旦那様）」と呼ばなくてはならないなど屈辱的な暮らしを余儀なくされていた。
『逸史記聞』によれば朴応犀らが連名を以って上訴し、官途への道を開いてほしいと嘆願した。この朴応犀らの一党を庶孽党と呼ぶ。庶とは良妾（良民出身の妾）の子供、孽とは賤妾（賤民出身の妾）の子供のことである。しかし当時の厳しい身分制度の中でそれは許されることではなく、庶子に対する差別と侮辱はさらに過酷なものになっていった。
そこで彼らは水滸伝に倣って、梁山泊のように京畿道驪江のほとりの洞窟に拠点を設け、倫理無用という意味で無倫堂と呼んだ。この場合倫理とは彼ら庶子を貶める儒教（ことに朱子学）のことである。この拠点に蜂起する日を期して、食料と武器を貯え、『天替行道』の標語を真似て『真龍未起　偽虎先鳴』の旗を掲げた。一方、三国志に倣って桃園の結盟と称して同志を募った。このために庶子ではないが、庶孽党の主旨に理解を示す文士が集まった。その中には後にハングルで最初の小説『洪吉童傳』を著す許筠（きょ・いん、ホ・ギュン）もいた。『洪吉童傳』の主人公は両班の庶子であり、義賊となって庶民を苦しめる役人や両班を懲らしめるのである。
また、庶孽党の中心人物7名は自分達を竹林の七賢になぞらえた。その7名とは以下のとおり。
- 朴応犀（パク・ウンソ）　　領議政朴思庵の庶子
- 沈友英（シム・ユヨン）　　沈銓の庶子　許筠の妻の叔父
- 朴致仁（パク・チイン）　　朴有良の庶子
- 徐羊甲（ソ・ヤンガク）　　義州牧師（牧場管理者）徐益の庶子
- 李耕俊（イ・ジュン）　　　北兵使（咸鏡道北兵営の兵馬指揮官）李済臣の庶子
- 朴致毅（パク・チクィ）　　平難功臣朴忠侃の庶子
- 許弘仁（ホ・ホニン）

庶子以外で庶孽党と交際を明らかにした文士として以下の名が挙げられている。
- 蛟山・許筠　　『洪吉童傳』の作者
- 金慶孫　　金沙渓の庶弟
- 李再栄
- 李士浩

1611年ごろ、庶孽党は記録によれば海州で塩商を経営した一方、富商李承崇を襲って掠奪したり嶺南で銀商を襲い、銀六〜七百両を奪ったという。その資金を用いて朝廷の文武官を抱き込み、国王を退ける計画を企てた。彼らは商人や樵に姿を変え各地で強盗、殺人をはたらいた。殺された商人の奴婢が彼らを尾行し、捕盗庁に告発したことでみな逮捕された。

## 七庶獄事
李朝14代宣祖は中宗の庶孫であり、自らの後継者には嫡流をと望んでいた。しかし正妃朴氏は病弱で子がなく、壬辰倭乱の混乱の中で庶子で次男の光海君を世子にせざるを得なかった。
光海君には同母兄の臨海君（粗暴の性があり後継者にふさわしくなかったとされる）がいた上に朴氏の死後宣祖の正妃になった仁穆王后金氏に嫡男永昌大君が生まれていた。光海君は第15代国王に即位するもその政治基盤は脆弱といわねばならなかった。光海君を支持したのは李爾瞻、鄭仁弘ら大北派で、彼らは光海君の王即位に不満を隠さなかった臨海君を早々に排除した。
1613年たびたび庶子の差別撤廃を求めて上疏していた庶孽党が強盗事件で逮捕されると大北派はそれに目をつけた。李爾瞻とその腹心である金闓、金昌俊らは捕盗大将の韓希吉、鄭沆などを抱き込んで、朴応犀から謀叛の計画があったという自白を引き出した。その計画とは、軍資金を貯えて不平武官を糾合し、明（中国）の使臣を襲撃する。社会を混乱させ、その間に永昌大君を王位に推戴するというものであった。
さらに徐羊甲から仁穆大妃の実父金悌男が庶孽党の黒幕であり、成功の暁には永昌大君の生母仁穆大妃が垂簾聴政を取ることになっているという自白を引き出した。このため宣祖から永昌大君の保護を依頼されていた申欽ら七臣、李廷亀ら西人派数十人が投獄された。金悌男は自決を命じられ、その息子3名も巻き添えにされた。永昌大君は庶人に落とされ江華島に配流のうえ蒸殺に処された。わずか9歳(数え年)であった。
この事件で朝廷の西人派、南人派勢力が一掃され、大北派が政権を独占した。しかし幼い永昌大君を謀殺したことで後の仁祖反正の口実を与えることになる。癸丑（みずのとうし　きちゅう）の年だったので「癸丑獄事（きちゅうごくじ ケチュクオクサ）」ともいう。
庶孽党は権力闘争に利用されたのは明らかで、実際にそのような謀議があったかどうかは分からない。どちらかというと当時の先進国である明の、水滸伝や三国志に影響を受けてごっこ遊びに興じているという印象を拭えない。彼らを支持した許筠も易姓革命に失敗し、1618年には牛裂きの刑にされてこの世を去る。庶子に対する差別は、一時英祖・正祖の時に改善されようという動きがあり、正祖の奎章閣や水源（スウォン）への「遷都」などの改革で書士たちの待遇も改善される予定だったが、王の突然の死により改革が中断されて、李朝が崩壊するまでなくなることはなかった。

## 参考資料
- 「朝鮮小説史」　金台俊著　安宇植訳註（ただしソウル学芸社1939年刊による）平凡社ISBN 978-4582802702
- 「朝鮮王朝実録」　朴永圭　新潮社1997年ISBN 978-4105360016